# Enrique Alberto Aja Cagigas
Enrique Alberto Aja Cagigas   (Medio Cudeyo, 23 de març de 1960) és un ciclista espanyol, ja retirat, que fou professional entre 1983 i 1992.
Prototip de gregari, s'inicià en el ciclisme als onze anys. S'inicià a l'equip amateur Covimasa, per posteriorment incorporar-se a l'equip amateur del Reynolds. El 1983 va firmar el seu primer contracte professional amb el Reynolds. Hi va estar tres anys, fins que Pedro Delgado va marxar al PDM. Aleshores fitxà pel Teka, equip on aconseguí les seves victòries més importants, una victòria d'etapa a la Volta a Espanya de 1987 i el Trofeu Masferrer de 1990.

## Palmarès
- 1981
  - 1r al Cinturó a Mallorca
- 1983
  - Vencedor d'una etapa de la Volta a Cantàbria
  - Vencedor d'una etapa de la Volta a La Rioja
- 1984
  - Vencedor d'una etapa de la Vuelta a los Valles Mineros
- 1985
  - 1r al Trofeu Luis Puig
- 1986
  - Vencedor d'una etapa de la Volta a Cantàbria
- 1987
  - Vencedor d'una etapa de la Volta a Espanya
- 1989
  - 1r a la Volta a La Rioja
- 1990
  - 1r al Trofeu Masferrer

### Resultats al Tour de França
- 1983. 75è de la classificació general
- 1984. 51è de la classificació general
- 1985. 62è de la classificació general
- 1986. 60è de la classificació general
- 1987. 58è de la classificació general
- 1988. 64è de la classificació general

### Resultats a la Volta a Espanya
- 1984. 23è de la classificació general
- 1985. No surt (17a etapa)
- 1986. 20è de la classificació general
- 1987. 19è de la classificació general. Vencedor d'una etapa
- 1988. Abandona (17a etapa)
- 1989. 21è de la classificació general
- 1990. 40è de la classificació general
- 1991. 61è de la classificació general